# Peugeot 302
La 302 era un'autovettura di classe medio-alta prodotta dalla metà del 1936 ed il 1938 dalla Casa francese Peugeot.

## Profilo

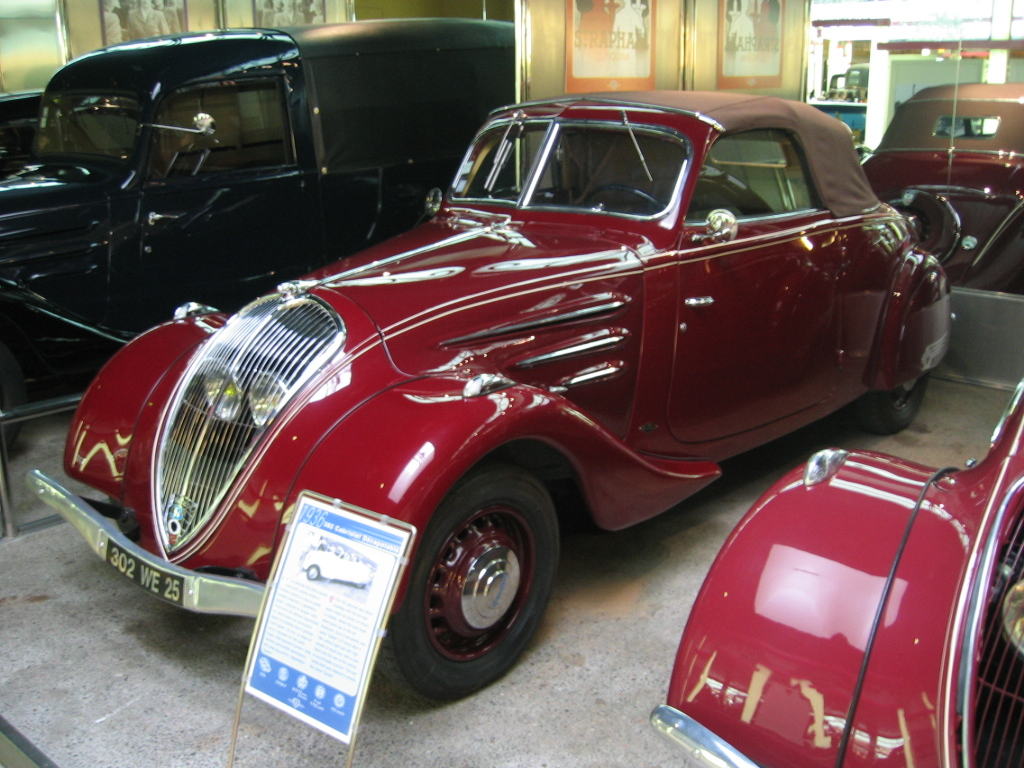
Una Peugeot 302 Cabriolet

Il clamore suscitato dall'entrata in produzione della Peugeot 402, una vettura dal design innovativo e votato all'aerodinamica, spinse la Casa francese ad orientarsi su quella linea anche per quanto riguardava la produzione dei modelli di fasce minori. In questo modo veniva seguita la scia della Citroën Traction Avant, che utilizzò motori di cilindrata e tassazione diversa per uno stesso modello al fine di ricoprire più fasce di mercato.
La 302 era praticamente una 402 ma con motore di cilindrata minore (1,7 litri contro 2,0). Incontrò un buon successo, anche se venne prodotta per soli due anni e mezzo a causa del deteriorarsi della situazione generale,per l'avvicinarsi dello scoppio del  secondo conflitto mondiale,che avrebbe visto la partecipazione della Francia,con le conseguenti variazioni dei piani industriali. La produzione totalizzò comunque più di 25 000 esemplari.
Fu prodotta anche in versione cabriolet e persino in versione Eclipse, con tetto ripiegabile in metallo.
Furono prodotti anche alcuni esemplari di 302 Roadster Darl'Mat e alcuni di 302 DS, splendide declinazioni in versione roadster e coupé della 302.

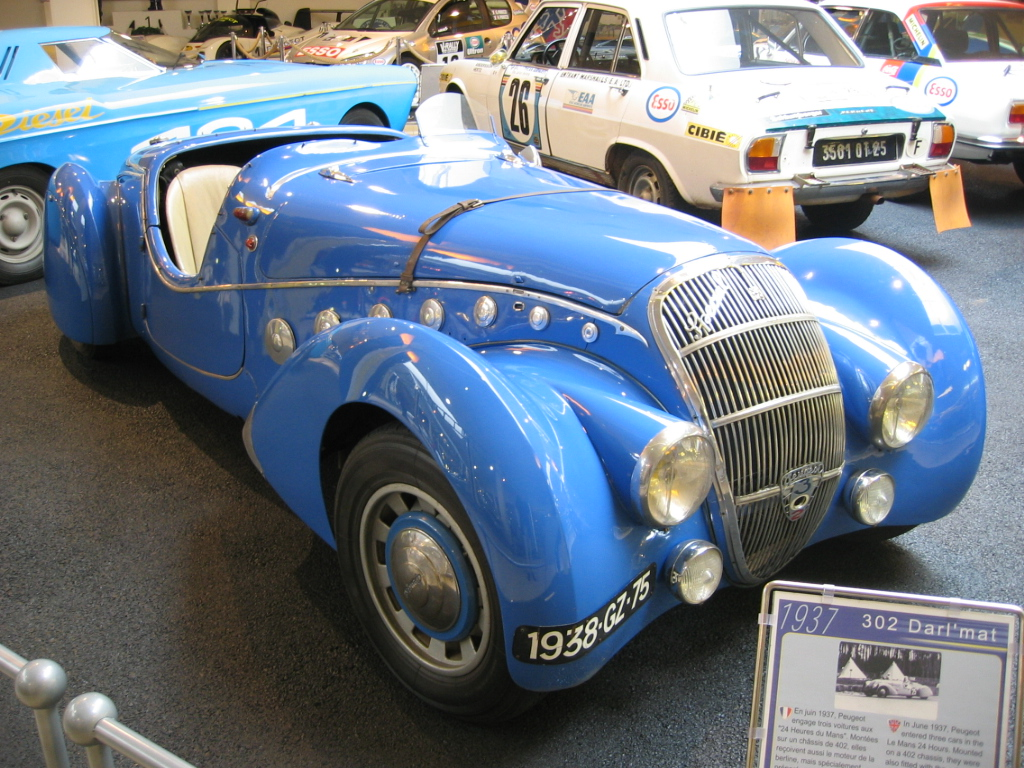
Una peugeot 302 Darl'Mat

Esteticamente la 302 ricalcava fedelmente gli stilemi della 402. Abbiamo quindi forme morbide e sfuggenti, caratterizzate dalla calandra frontale ovale e divisa in due da una linea cromata che parte dal vertice inferiore della calandra stessa, dove si trova il buco della manovella in corrispondenza dello zero della sigla del modello, e prosegue sul cofano motore, andando infine a tagliare in due anche il parabrezza. I fanali frontali, per motivi aerodinamici ed estetici, sono alloggiati all'interno della calandra. Le fiancate erano caratterizzate dai parafanghi posteriori molto carenati, mentre la coda era caratterizzata da linee morbide e si raccordava efficacemente al tetto arcuato.
Meccanicamente, la 302 montava un 4 cilindri da 1758 cm³ in grado di erogare una potenza massima di 43 CV a 4000 giri/min. La velocità massima era di 105 km/h. La distribuzione avveniva tramite valvole in testa azionate da un albero a camme laterale. Il cambio era manuale a tre marce.